# Karolien Florijn
Karolien Florijn (Leida, 6 de abril de 1998) é uma remadora neerlandesa, medalhista olímpica.

## Carreira
Florijn conquistou a medalha de prata nos Jogos Olímpicos de Verão de 2020 em Tóquio com a equipe dos Países Baixos no quatro sem feminino, ao lado de Ellen Hogerwerf, Ymkje Clevering e Veronique Meester, com o tempo de 6:15.71. Nos Jogos Olímpicos de Verão de 2024 em Paris, conseguiu a medalha de ouro na prova de skiff simples feminino com o tempo de 7:17.28.